# Đặng Lương
Đặng Lương (giản thể: 邓良; phồn thể: 鄧良; bính âm: Deng Liang; ? – ?), không rõ tên tự, là quan viên nhà Quý Hán và Tây Tấn thời Tam Quốc trong lịch sử Trung Quốc.

## Cuộc đời
Đặng Lương quê ở huyện Tân Dã, quận Nam, sau tách thành quận Nghĩa Dương thuộc Kinh Châu, là con trai duy nhất của danh tướng Đặng Chi. Năm 251, Đặng Chi qua đời, Đặng Lương kế thừa tước Vũ Dương đình hầu.
Trong những năm Cảnh Diệu (258–263), Đặng Lương giữ chức Thượng thư Tả tuyển lang. Sau giữ chức Phò mã Đô úy, trở thành cận thần của Hậu chủ Lưu Thiện.
Năm 263, quân Ngụy phát động tấn công. Tướng Ngụy là Đặng Ngải men theo đường núi Âm Bình, phá được quân Gia Cát Chiêm, áp sát Thành Đô. Hậu chủ nghe theo lời Quang lộc đại phu Tiều Chu, phái Chu cùng Thị trung Trương Thiệu, Phò mã Đô úy Đặng Lương mang ấn tín, hiệu lệnh, sắc chỉ đến quân doanh của Đặng Ngải để đầu hàng. Đặng Ngải gặp bọn Lương ở huyện Lạc, vô cùng vui mừng, để Trương Thiệu, Đặng Lương trở về Thành Đô báo tin.
Năm 265, nhà Tấn thành lập, Đặng Lương nhận chức Thái thú Quảng Hán. Mẹ của Lương lúc này đã bị di dời về quê, đường xá xa xôi, nên cuối cùng Đặng Lương bỏ quan về nhà giữ đạo hiếu. Về sau không còn ghi chép.

## Trong văn hóa
Trong tiểu thuyết Tam quốc diễn nghĩa, Đặng Lương xuất hiện ở hồi 118, giữ chức Phò mã Đô úy. Sau khi Gia Cát Chiêm thua trận, quân Đặng Ngải áp sát Thành Đô, Hậu chủ nghe theo lời Tiều Chu, sai Trương Thiệu, Đặng Lương, Tiều Chu mang ngọc tỉ đến Lạc Thành xin hàng. Đặng Ngải được tin, mừng lắm, nhận lấy ngọc tỉ, trọng đãi ba người, để cả ba về Thành Đô báo tin.